# City Records
City Records (nom complet en serbe cyrillique : Предузеће за издавачко-пропагандно делатност City Records д.о.о. Београд ; nom complet en serbe latin : Preduzeće za izdavačko-propagandno delatnost City Records d.o.o. Beograd) est un label de musique serbe créé en 1997 ; il est basé à Belgrade.
City Records fait partie du Pink Media Group, qui possède aussi la chaîne de télévision RTV Pink. Le label est enregistré comme une société à responsabilité limitée.

## Artistes produits
Parmi les artistes qui ont signé avec City Records, on peut citer :
- Alen Islamović
- Alka Vuica
- Ceca Slavković
- Colonia
- Elena Risteska
- Ella B
- Električni orgazam
- Emina Jahović
- Flamingosi
- Goga Sekulić
- Ivana Brkić
- Jami
- Jellena
- Jelena Karleuša
- Jelena Rozga
- Karolina Gočeva
- Knez
- Lana
- Leo
- Leontina
- Love Hunters
- OK Band
- Oliver Dragojević
- Magazin
- Mari Mari
- Marija Šerifović
- Mišo Kovač
- OK Band
- Magnifico
- Romana
- Saša Kovačević
- Sha-ila
- Slađa Delibašić
- Tony Cetinski
- Toše Proeski
- Tijana Todevska-Dapčević
- Twins
- Valentino
- Vesna Pisarović
- Željko Joksimović
- Željko Šašić
- Dunja Ilić
- Dino Merlin
- Ana Nikolić
- Đogani
- Danijela Martinović
- Boris Novković
- Boban Rajović
- Amadeus Band
- Aleksandra Radović
- Funky G
- Kemal Monteno
- Luna
- Martin Vučić
- Moby Dick
- Nataša Bekvalac
- Riblja Čorba
- Sergej Ćetković
- Severina
- Željko Samardžić
- Minea
- Dado Polumenta